# Брадж Нараян Чакбаст
Брадж Нараян Чакбаст (кашм. बृज नारायण चकबस्त, урду برج نارائن چکبست‎, англ. Brij Narayan Chakbast); 19 января 1882, Файзабад — 2 февраля 1926, там же), настоящее имя и фамилия — Брадж Нараян, — индийский поэт, прозаик, публицист, писавший на урду.

## Биография
После смерти отца в 1887 году семья переехала в Лакхнау, его будущий поэт вырос, получил образование юриста, стал успешным адвокатом.
Тщательно изучал поэзию на урду. Активно занимался общественно-политической жизнью, был убежденным сторонником местного самоуправления.
2 февраля 1926 года, находясь на железнодорожной станции Рай-Барели, внезапно упал и умер несколько часов спустя в возрасте 44 лет.

## Творчество
Поэзия Чакбаста отражает влияние творчества Галиба, Мир Аниса и Аатиша.
Автор около 50 газелей, публиковать которые начал с 1894 года, маснави, пьес.
Основная тема стихов Чакбаста — патриотизм, единство мусульман и индусов в борьбе за права народа, за честь родины . Его поэзия отразила социальные и политические устремления индийской интеллигенции в первой четверти XX века.
Интересна публицистика Чакбаста.
Отдельной книгой стихи поэта в СССР были опубликованы в 1931 в сборнике «Утро родины» («Субх-е ватан»). Полное собрание сочинений Чакбаста в поэзии и прозе, опубликованы посмертно к столетнему юбилею со дня рождения поэта в 1983 году.

## Избранные произведения
- Subh-e Watan
- Khak-e-Hind
- Gulzar-e-Naseem
- Ramayan ka
- Nala-e-Dard
- Nala-e-Yaas.